# Districtul Darnah
Darnah este un district în Libia. Are 81.174 locuitori pe o suprafață de 4.908 km².